# بارباکوآس (نارینیو)
بارباکوآس (نارینیو) (به اسپانیایی: Barbacoas, Nariño) یک منطقهٔ مسکونی در کلمبیا است که در شهرستان نارینیو واقع شده‌است.